# Бойд (окръг, Кентъки)
Вижте пояснителната страница за други значения на Бойд.
Окръг Бойд (на английски: Boyd County) е окръг в щата Кентъки, Съединени американски щати. Площта му е 420 km², а населението - 48 560 души (2008). Административен център е град Катлътсбърг.